# Euphoresia maculata
Euphoresia maculata är en skalbaggsart som beskrevs av Moser 1914. Euphoresia maculata ingår i släktet Euphoresia och familjen Melolonthidae. Inga underarter finns listade i Catalogue of Life.